# 尤戈廖諾克
尤戈廖诺克（羅馬化：Yugoryonok）是俄罗斯萨哈共和国的市级镇，属乌斯季马亚区，位于尤多马河畔，在区行政中心乌斯季马亚及共和国首府雅库茨克东南方向。
该地2021年人口有357人；2010年人口272人；2002年人口905人。